# Olympische Geschichte Grenadas
| Gelbes Symbol für Goldmedaillen mit stilisierten Olympischen Ringen | Graues Symbol für Silbermedaillen mit stilisierten Olympischen Ringen | Braundes Symbol für Bronzemedaillen mit stilisierten Olympischen Ringen |
| ------------------------------------------------------------------- | --------------------------------------------------------------------- | ----------------------------------------------------------------------- |
| 1                                                                   | 1                                                                     | 3                                                                       |

Grenada, dessen NOK, The Grenada Olympic Committee, 1984 gegründet wurde, nimmt seit 1984 an Olympischen Sommerspielen teil. Zu Winterspielen wurde bislang kein Athlet geschickt. Jugendliche Athleten wurden zu allen ausgetragenen Jugend-Sommerspielen geschickt.

## Allgemeine Übersicht

### Sommerspiele

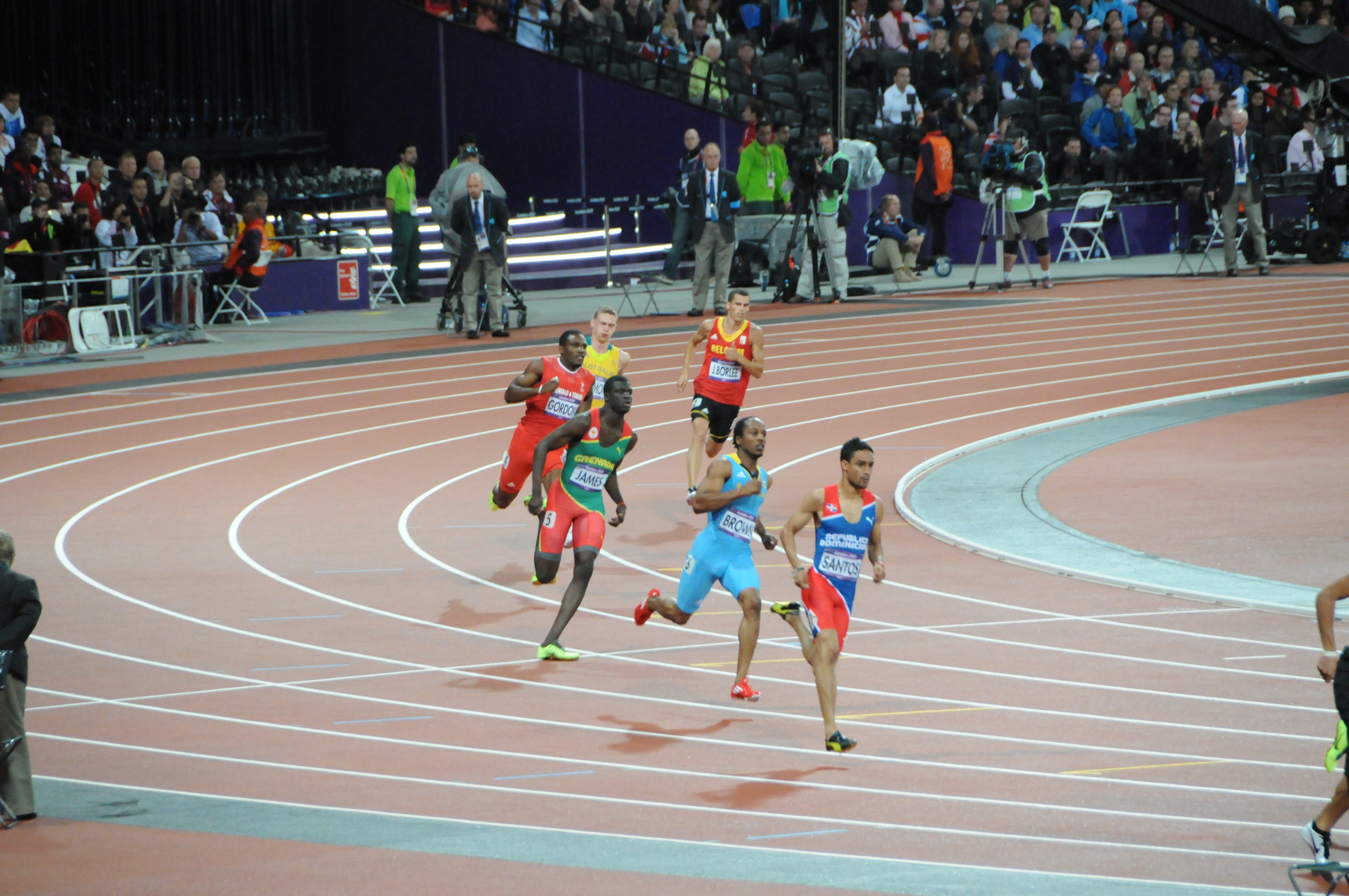
Das 400-Meter-Finale von London 2012: James (im grünen Trikot) liegt an dritter Stelle

Zwei Leichtathleten und vier Boxer bildeten die erste Olympiamannschaft Grenadas 1984 in Los Angeles. Die Boxer Emrol Phillip und Bernard Wilson waren am 29. Juli 1984 die ersten grenadischen Olympioniken. Am 8. August 1984 ging mit der Weitspringerin Jacinta Bartholomew die erste Frau Grenadas an den Start. 2000 in Sydney nahm der erste Schwimmer des Karibikstaates teil.
2004 in Athen erreichte Alleyne Francique das Finale im 400-Meter-Lauf und wurde Vierter. 2012 gab es den ersten Medaillengewinn zu feiern, der zugleich auch der erste Olympiasieg Grenadas war. Kirani James gewann das Finalrennen über 400 Meter. In London ging erstmals eine grenadische Taekwondoin an den Start. 2016 in Rio de Janeiro schafften es gleich zwei Grenader ins Finale über 400 Meter. Kirani James gewann Silber, Bralon Taplin wurde Siebter. Bei der darauffolgenden Olympiade in Tokio erzielte James in derselben Disziplin eine Bronzemedaille. 2024 in Paris konnte Lindon Victor die nächste Bronzemedaille im Zehnkampf erringen.

### Jugendspiele
Mit sechs Jugendlichen nahm Grenada an den Jugend-Sommerspielen 2010 in Singapur teil. Der Boxer Kendel Dowden boxte um die Bronzemedaille im Fliegengewicht, verlor jedoch seinen Kampf.
2014 in Nanjing nahmen vier Jugendliche teil. Die Leichtathletin Meleni Rodney gewann über 400 Meter die Bronzemedaille.
Bei den Spielen 2018 in Buenos Aires nahmen erneut vier Jugendliche teil.

## Übersicht der Teilnahmen

### Sommerspiele
| Jahr      | Athleten           | Athleten           | Athleten           | Flaggenträger                   | Sportarten         | Sportarten         | Sportarten         | Sportarten         | Medaillen          | Medaillen          | Medaillen          | Medaillen          | Medaillen          |
| Jahr      | Gesamt             | m                  | w                  | Flaggenträger                   | Leichtathletik     | Boxen              | Schwimmen          | Taekwondo          |                    |                    |                    | Gesamt             | Rang               |
| --------- | ------------------ | ------------------ | ------------------ | ------------------------------- | ------------------ | ------------------ | ------------------ | ------------------ | ------------------ | ------------------ | ------------------ | ------------------ | ------------------ |
| 1896–1980 | nicht teilgenommen | nicht teilgenommen | nicht teilgenommen | nicht teilgenommen              | nicht teilgenommen | nicht teilgenommen | nicht teilgenommen | nicht teilgenommen | nicht teilgenommen | nicht teilgenommen | nicht teilgenommen | nicht teilgenommen | nicht teilgenommen |
| 1984      | 6                  | 5                  | 1                  | Bernard Wilson                  | 2                  | 4                  |                    |                    |                    |                    |                    |                    |                    |
| 1988      | 6                  | 4                  | 2                  | Agnes Griffith                  | 2                  | 4                  |                    |                    |                    |                    |                    |                    |                    |
| 1992      | 4                  | 3                  | 1                  | Eugene Licorish                 | 4                  |                    |                    |                    |                    |                    |                    |                    |                    |
| 1996      | 5                  | 5                  | 0                  | Jason Charter                   | 5                  |                    |                    |                    |                    |                    |                    |                    |                    |
| 2000      | 3                  | 2                  | 1                  | Hazel-Ann Regis                 | 2                  |                    | 1                  |                    |                    |                    |                    |                    |                    |
| 2004      | 5                  | 3                  | 2                  | Alleyne Francique               | 3                  |                    | 2                  |                    |                    |                    |                    |                    |                    |
| 2008      | 9                  | 4                  | 5                  | Fatmata Fofanah                 | 8                  | 1                  |                    |                    |                    |                    |                    |                    |                    |
| 2012      | 8                  | 5                  | 3                  | Kirani James                    | 6                  | 1                  |                    | 1                  | 1                  |                    |                    | 1                  | 50                 |
| 2016      | 7                  | 5                  | 2                  | Kirani James                    | 5                  |                    | 2                  |                    |                    | 1                  |                    | 1                  | 69                 |
| 2020      | 6                  | 4                  | 2                  | Wesley Roberts                  | 4                  |                    | 2                  |                    |                    |                    | 1                  | 1                  | 86                 |
| 2024      | 6                  | 4                  | 2                  | Tilly Collymore & Lindon Victor | 4                  |                    | 2                  |                    |                    |                    | 1                  | 1                  |                    |
| Gesamt    | Gesamt             | Gesamt             | Gesamt             | Gesamt                          | Gesamt             | Gesamt             | Gesamt             | Gesamt             | 1                  | 1                  | 2                  | 4                  | -                  |

### Winterspiele
| Jahr      | Athleten           | Athleten           | Athleten           | Flaggenträger      | Sportarten         | Medaillen          | Medaillen          | Medaillen          | Medaillen          | Medaillen          |
| Jahr      | Gesamt             | m                  | w                  | Flaggenträger      | Sportarten         |                    |                    |                    | Gesamt             | Rang               |
| --------- | ------------------ | ------------------ | ------------------ | ------------------ | ------------------ | ------------------ | ------------------ | ------------------ | ------------------ | ------------------ |
| 1924–2018 | nicht teilgenommen | nicht teilgenommen | nicht teilgenommen | nicht teilgenommen | nicht teilgenommen | nicht teilgenommen | nicht teilgenommen | nicht teilgenommen | nicht teilgenommen | nicht teilgenommen |
| Gesamt    | Gesamt             | Gesamt             | Gesamt             | Gesamt             | Gesamt             | 0                  | 0                  | 0                  | 0                  | -                  |

### Jugend-Sommerspiele
| Jahr   | Athleten | Athleten | Athleten | Flaggenträger    | Sportarten     | Sportarten | Sportarten | Sportarten | Medaillen | Medaillen | Medaillen | Medaillen | Medaillen |
| Jahr   | Gesamt   | m        | w        | Flaggenträger    | Leichtathletik | Boxen      | Schwimmen  | Triathlon  |           |           |           | Gesamt    | Rang      |
| ------ | -------- | -------- | -------- | ---------------- | -------------- | ---------- | ---------- | ---------- | --------- | --------- | --------- | --------- | --------- |
| 2010   | 6        | 3        | 3        | Lindon Toussaint | 3              | 1          | 2          |            |           |           |           |           |           |
| 2014   | 4        | 2        | 2        |                  | 2              |            | 2          |            |           |           | 1         | 1         | 80        |
| 2018   | 4        | 2        | 2        |                  | 2              |            | 1          | 1          |           |           |           |           |           |
| Gesamt | Gesamt   | Gesamt   | Gesamt   | Gesamt           | Gesamt         | Gesamt     | Gesamt     | Gesamt     | 0         | 0         | 1         | 1         | -         |

### Jugend-Winterspiele
| Jahr      | Athleten           | Athleten           | Athleten           | Flaggenträger      | Sportarten         | Medaillen          | Medaillen          | Medaillen          | Medaillen          | Medaillen          |
| Jahr      | Gesamt             | m                  | w                  | Flaggenträger      | Sportarten         |                    |                    |                    | Gesamt             | Rang               |
| --------- | ------------------ | ------------------ | ------------------ | ------------------ | ------------------ | ------------------ | ------------------ | ------------------ | ------------------ | ------------------ |
| 2012–2016 | nicht teilgenommen | nicht teilgenommen | nicht teilgenommen | nicht teilgenommen | nicht teilgenommen | nicht teilgenommen | nicht teilgenommen | nicht teilgenommen | nicht teilgenommen | nicht teilgenommen |
| Gesamt    | Gesamt             | Gesamt             | Gesamt             | Gesamt             | Gesamt             | 0                  | 0                  | 0                  | 0                  | -                  |

## Medaillengewinner

### Goldmedaillen
| Name         | Spiele      | Sportart       | Disziplin | Anmerkung                              |
| ------------ | ----------- | -------------- | --------- | -------------------------------------- |
| Kirani James | 2012 London | Leichtathletik | 400 Meter | erster Medaillengewinn und Olympiasieg |

### Silbermedaillen
| Name         | Spiele              | Sportart       | Disziplin |
| ------------ | ------------------- | -------------- | --------- |
| Kirani James | 2016 Rio de Janeiro | Leichtathletik | 400 Meter |

### Bronzemedaillen
| Name            | Spiele     | Sportart       | Disziplin |
| --------------- | ---------- | -------------- | --------- |
| Kirani James    | 2020 Tokio | Leichtathletik | 400 Meter |
| Lindon Victor   | 2024 Paris | Leichtathletik | Zehnkampf |
| Anderson Peters | 2024 Paris | Leichtathletik | Speerwurf |

## Medaillen nach Sportart
| Sportart       | Gold | Silber | Bronze | Gesamt |
| Leichtathletik | 1    | 1      | 3      | 5      |
| Gesamt         | 1    | 1      | 3      | 5      |

## Medaillenspiegel

### Olympische Spiele
| Sportart                | Gold | Silber | Bronze | Gesamt | Rang |
| Olympische Sommerspiele | 1    | 1      | 3      | 5      | -    |
| Olympische Winterspiele | 0    | 0      | 0      | 0      | -    |
| Gesamt                  | 1    | 1      | 3      | 5      | -    |

### Olympische Jugendspiele
| Sportart                       | Gold | Silber | Bronze | Gesamt | Rang |
| Olympische Jugend-Sommerspiele | 0    | 0      | 1      | 1      | 100  |
| Olympische Jugend-Winterspiele | 0    | 0      | 0      | 0      | -    |
| Gesamt                         | 0    | 0      | 1      | 1      | -    |